# Etteilla
Etteilla, pravim imenom Jean-Baptiste Alliette (Pariz, 1738. – 1791.), francuski okultist zaslužan za popularizaciju tarot karata u ezoterijske svrhe.
Godine 1770. objavio je knjigu "Etteilla ili način kako da se zabavite uz špil igračih karata" (Etteilla, ou manière de se récréer avec un jeu de cartes), posvećenu gatanju pomoću igračih karata, da bi 1785. izdao djelo "Kako se zabaviti sa špilom karata zvanih tarot" (Manière de se récréer avec le jeu de cartes nomées Tarots).